# Марьино (Котелевский район)
Марьино (укр. Мар'їне) — село,
Малорублевский сельский совет,
Котелевский район,
Полтавская область,
Украина.
Код КОАТУУ — 5322282507. Население по переписи 2001 года составляло 132 человека.

## Географическое положение
Село Марьино находится на правом берегу реки Мерла,
выше по течению на расстоянии в 2 км расположено село Капранское (Краснокутский район),
ниже по течению на расстоянии в 3 км расположено село Малая Рублёвка.
Рядом проходит автомобильная дорога Т-1701 (Т-1702).

## История
Село указано на подробной карте Российской Империи и близлежащих заграничных владений 1816 года  как Писаревка
Деревня была до 1819 года приписана к Михайловской церкви в Рублевке, а потом имела свои Ивана-Воина, Успенскую и Николаевскую церкви.